# Geštetner
Geštetner je prvi kancelarijski uređaj za kopiranje dokumenata na brz i ekonomski prihvatljiv način. Geštetner je dobio ime po svom pronalazaču Davidu Geštetneru .
Ideja je bila da se po papiru koji je presvučen voskom piše pisaljkom koja skida vosak i istovremeno oštećuje papir. Ovaj papir se nazivao matrica. Potom se matrica stavljala preko čistog papira a mastilo se nanosilo valjkom koje je pod pritiskom prodiralo kroz oštećenja na papiru. Ceo proces je vrsta sito štampe.
David Geštetner je u početku radio na Bečkoj berzi i imao je problem sa slanjem izveštaja koji su morali biti pisani rukom, svako veče u velikom broju identičnih primeraka. Tako je i došao do ideje da napravi pomenuti uređaj. Potom se preselio u London gde je 1881 osnovao Geštetner Cinkograf kompaniju. Pronalaske je štitio brojnim patentima. Geštetner vorks – fabrika geštetner uređaja je osnovana 1906 sa više stotina radnika. Kompanija je radila se do 1970.
Do pojava mašina za kopiranje to je bilo jedino sredstvo za izradu više desetina pa i stotina kopija. U Srbiji se koristilo do sredine devedesetih godina dvadesetog veka.